# Uribelarrea

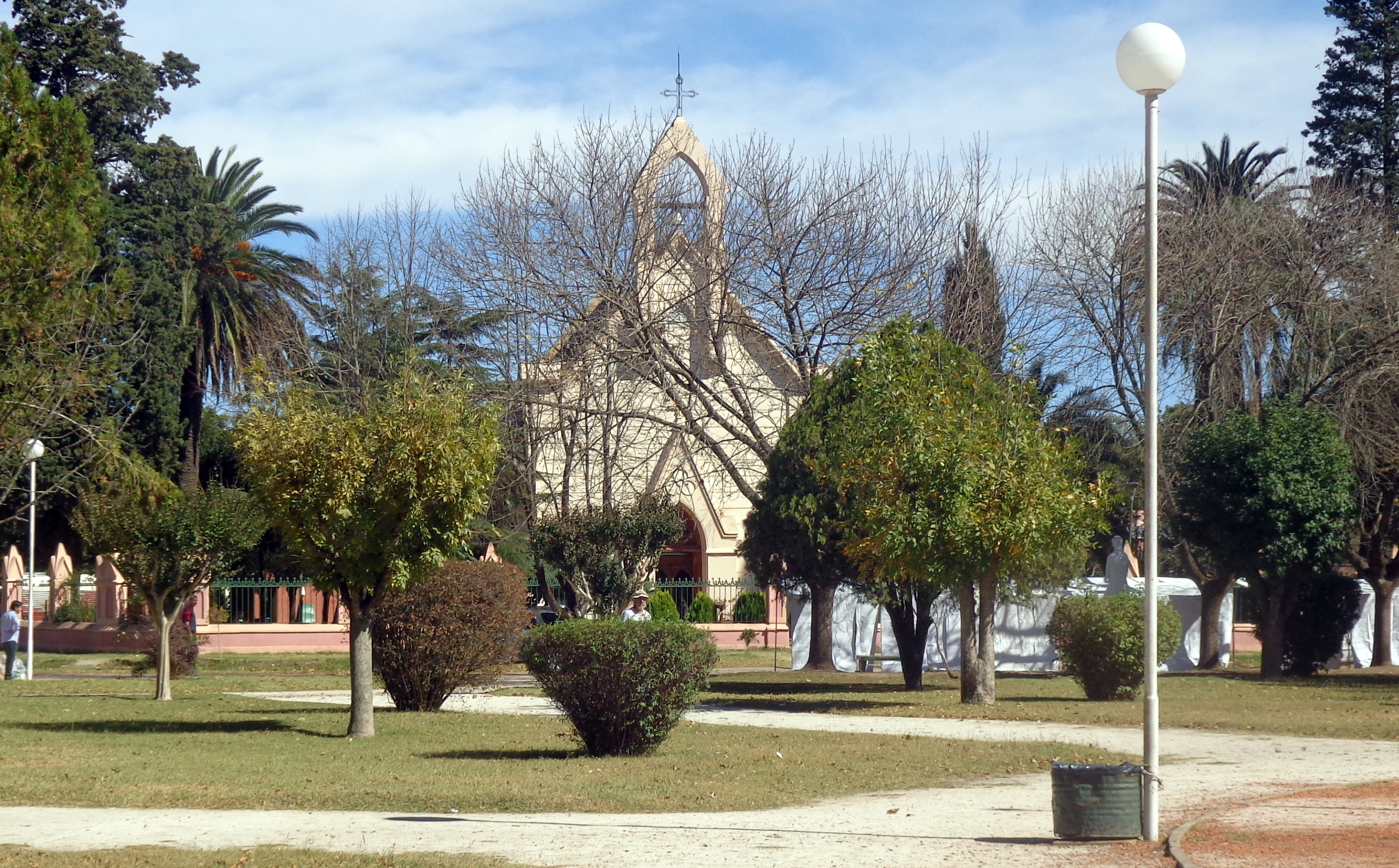
Plaza Centenario y santuario diocesano.

Uribelarrea es una localidad del partido de Cañuelas, provincia de Buenos Aires, Argentina.

## Geografía

### Población
Cuenta con 1282 habitantes (Indec, 2010), lo que representa un incremento del 11,7% frente a los 1147 habitantes (Indec, 2001) del censo anterior.

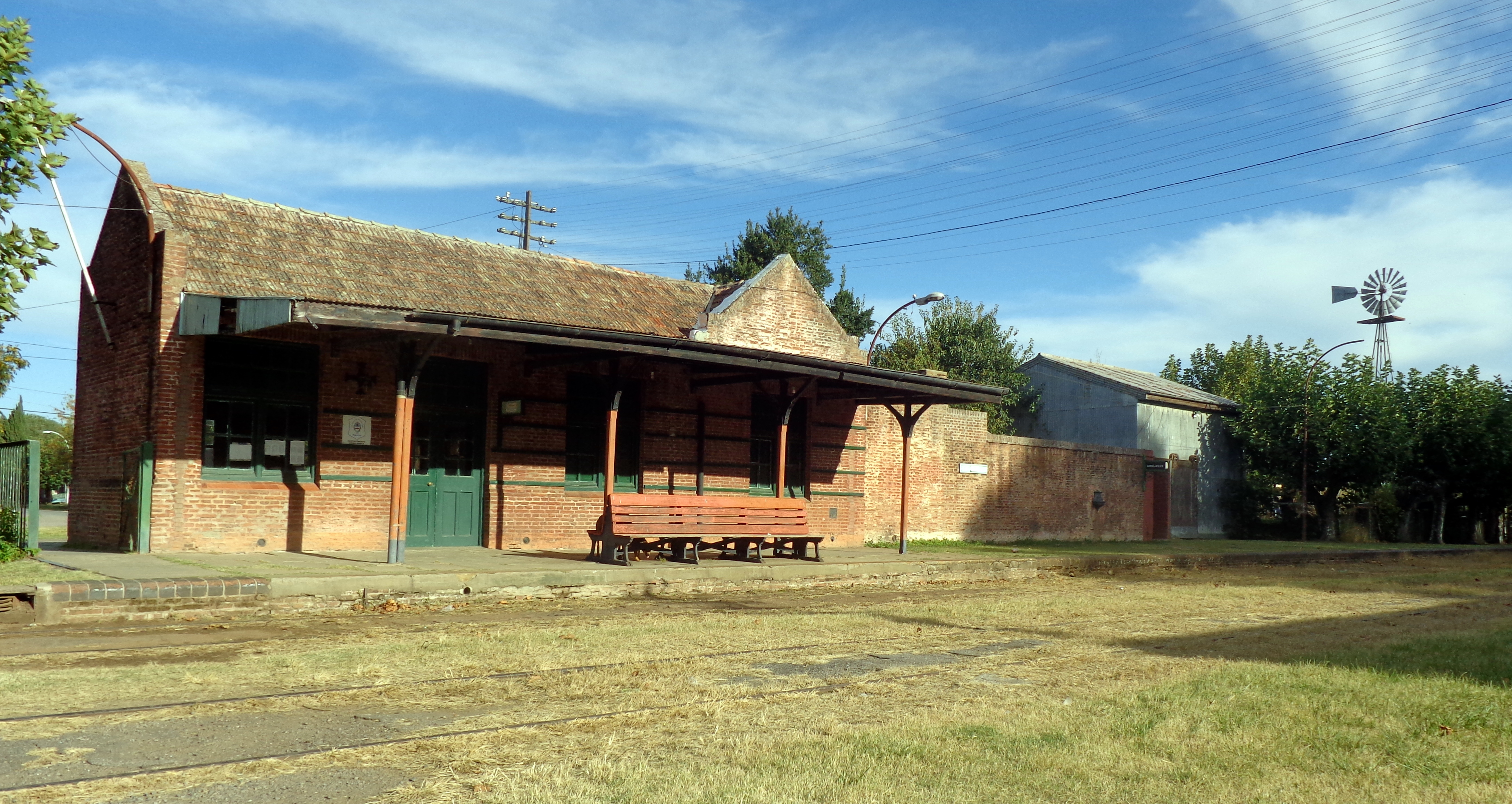
Estación Uribelarrea

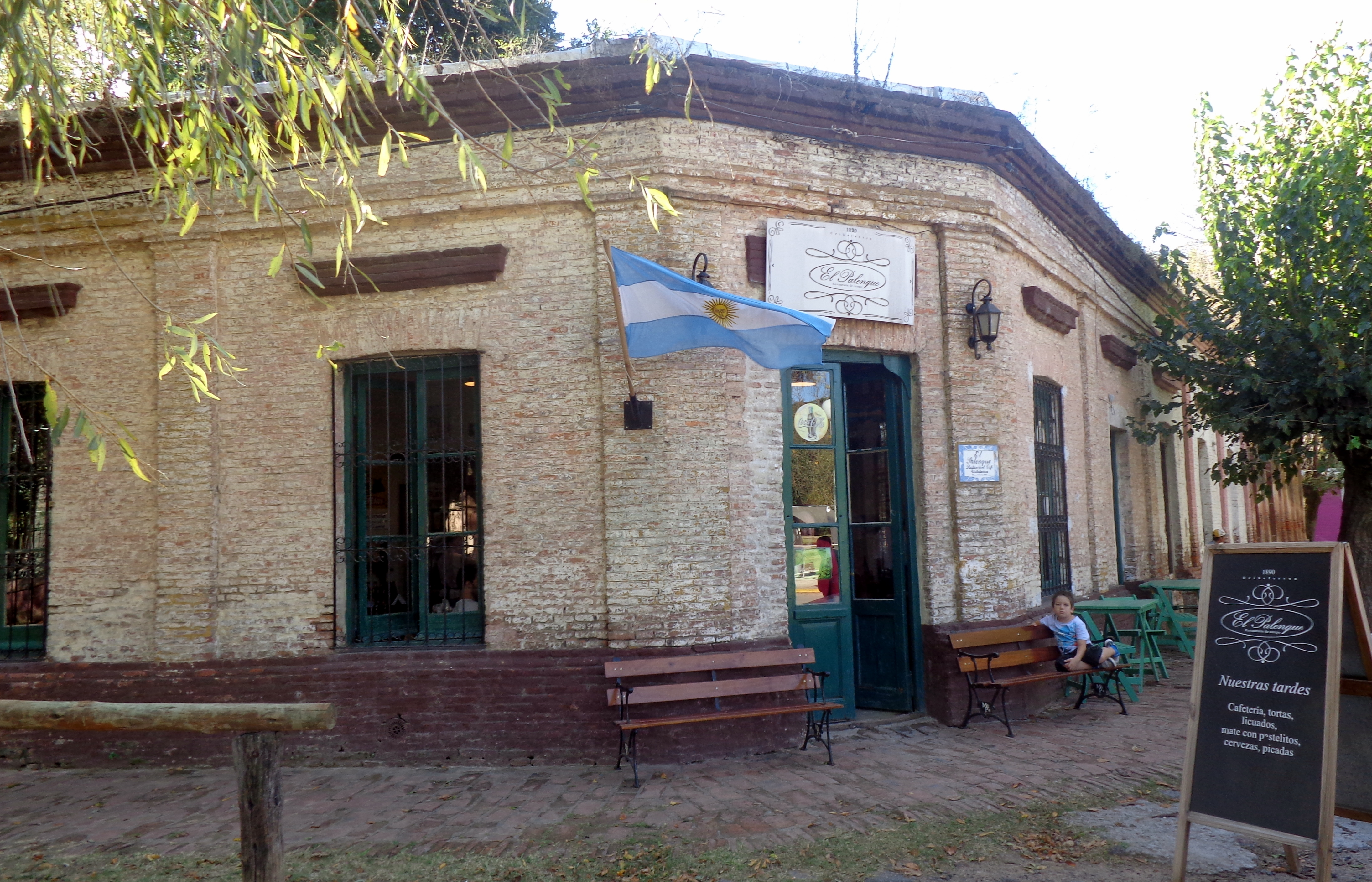
Restaurante El Palenque.

| Gráfica de evolución demográfica de Uribelarrea entre 1991 y 2010 |
|                                                                   |
| Fuente: Censos nacionales del INDEC                               |

## Historia

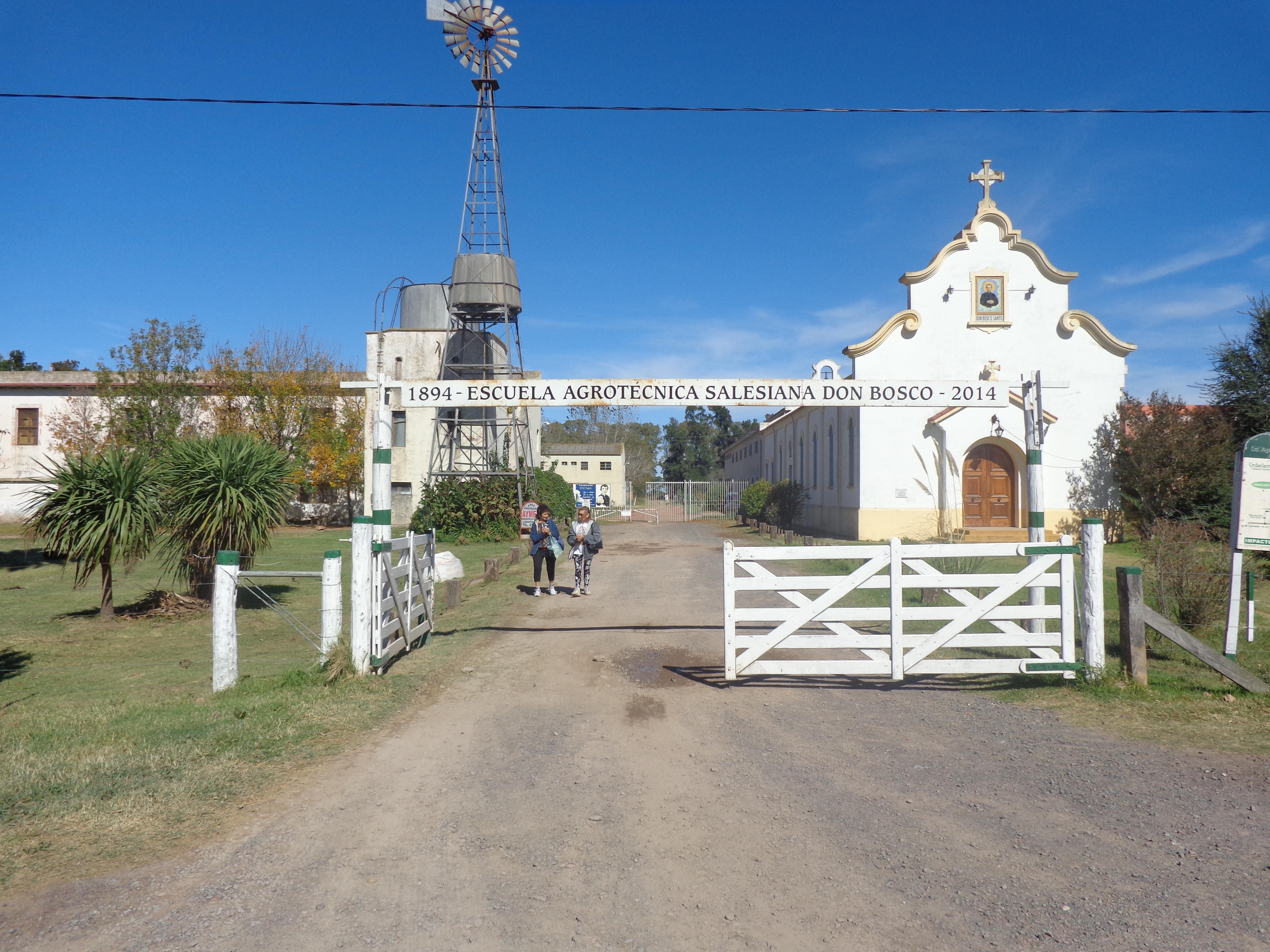
Escuela Agrotécnica Salesiana.

El pueblo fue fundado en 1890, cuando el estanciero Miguel Nemesio de Uribelarrea donó parte de sus tierras con el propósito de establecer una colonia agrícola. El 14 de julio de 1890 se inauguró la iglesia de Nuestra Señora de Luján, diseñada por el arquitecto Pedro Benoit con influencias neogóticas. 
En 1892, cuando ya había 19 construcciones en Uribelarrea, comenzó a funcionar la estación ferroviaria, que conectó al poblado con las ciudades de Cañuelas y de Lobos. El 26 de enero de 1894 se fundó la Escuela Agrotécnica Salesiana "Don Bosco", considerada la primera de su tipo en la Argentina.
En las décadas de 1930 y 1940, Uribelarrea tuvo su mayor apogeo, relacionado con la producción lechera. Llegaron a instalarse 50 tambos y varias queserías, mayormente explotados por inmigrantes vascos e italianos.
Uribelarrea ha visto durante los años 2000 un nuevo despertar, relacionado con su valorización como ambiente conservado al estilo antiguo, como curiosidad histórica y polo gastronómico de comidas tradicionales del ambiente rural (quesos con especias, embutidos, asado, e incluso comidas alemanas). Un buen número de cañuelenses, e incluso porteños establecieron allí sus residencias de fin de semana.

## Descripción
El centro cívico del pueblo de Uribelarrea es un espacio bien demarcado, como en la mayor parte de los asentamientos planificados en la Argentina. Consiste en una plaza principal, la plaza Centenario, de diseño octogonal, obra del ingeniero arquitecto Pedro Benoit (1889). 
De este pequeño espacio verde de inspiración europea, parquizado y con senderos, parten 4 diagonales a 45 grados, de una cuadra de extensión. Alrededor de este núcleo, integrado por la plaza, la iglesia y la escuela, las construcciones de 1890 aún siguen en pie en gran parte, como el almacén El Palenque. En la estación ferroviaria, con los servicios reducidos desde la década de 1990, se instaló el Museo de Herramientas "Leopoldo Rizzi".
En el pueblo también funcionan el Hospital Subzonal Especializado "Dr. Dardo Rocha", que atiende a alrededor de 100 pacientes neuropsiquiátricos con distintos retrasos madurativos; y la Fundación "Casa Grande" que ayuda a personas con discapacidades mentales leves y moderadas. La presencia de algunos personajes del pueblo que poseen esta clase de padecimientos ha resultado una curiosidad característica del pueblo, que ha llegado a ser retratada como aspecto pintoresco del lugar.
Por otro lado, en el acceso al pueblo se encuentra el barrio cerrado "Chacras de Uribelarrea", y una planta de conversión de residuos llamada "Recycomb S.A.", próxima a la estación ferroviaria.

## Películas
Uribelarrea ha sido escenario de distintas películas, como Juan Moreira de Leonardo Favio (1973) , La Película (1975) y Evita de Alan Parker (1996). Esta última donó a la iglesia de Nuestra Señora de Luján los vitraux que se usaron para las escenas filmadas allí, sumándose estos a los auténticos.
Un escenario de fotógrafos cautivados por sus espacios verdes, su cultura, sus antigüedades, su "PALENQUE", un almacén construido hacia 1890, que también funcionó como depósito de sal para los saladeros de la zona. Actualmente es un bar y casa de comidas.

## Parroquias de la Iglesia católica en Uribelarrea
| Diócesis  | Gregorio de Laferrère             |
| --------- | --------------------------------- |
| Parroquia | Santuario Nuestra Señora de Luján |